# Pseudodickthomssenita
La pseudodickthomssenita és un mineral de la classe dels òxids. Rep el nom per la seva relació amb la dickthomssenita.

## Característiques
La pseudodickthomssenita és un òxid de fórmula química Mg(VO₃)₂·8H₂O. Va ser aprovada com a espècie vàlida per l'Associació Mineralògica Internacional l'any 2021, sent publicada l'any 2022. Cristal·litza en el sistema triclínic.
L'exemplar que va servir per a determinar l'espècie, el que es coneix com a material tipus, es troba conservat a les col·leccions mineralògiques del Museu d'Història Natural del Comtat de Los Angeles, a Los Angeles (Califòrnia) amb el número de catàleg: 76141.

## Formació i jaciments
Va ser descoberta al Corral Pickett Núm. 4 del districte miner d'Uravan, al comtat de Montrose (Colorado, Estats Units). Aquest indret és l'únic a tot el planeta on ha estat descrita aquesta espècie mineral.